# Terrey Hills
Terrey Hills é um subúrbio do norte de Sydney, no estado da Nova Gales do Sul, na Austrália, situado a 25 quilômetros ao norte do distrito empresarial central de Sydney, na área do governo local do Conselho de Northern Beaches. Terrey Hills integra a região Northern Beaches. Em 2011, sua população era de 2 876 habitantes.

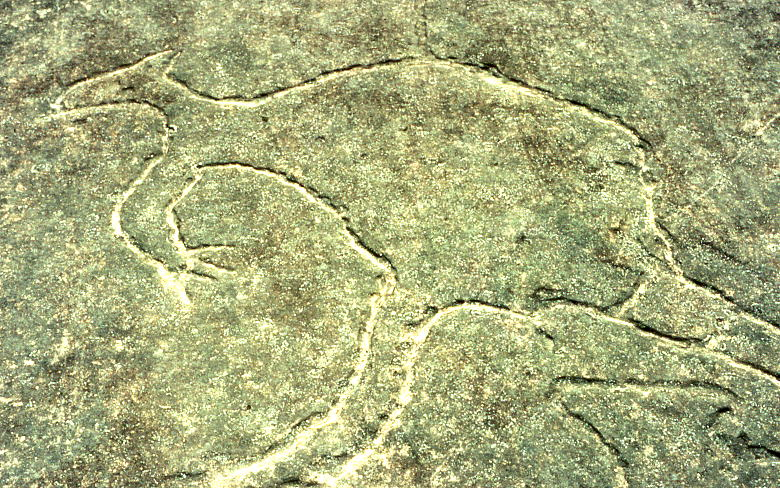
Esculturas aborígenes em pedra, Larool Road